# Айрапетов, Олег Рудольфович
Оле́г Рудо́льфович Айрапе́тов (род. 6 января 1963, Ахтубинск, СССР) — советский и российский историк. Кандидат исторических наук, доцент.

## Биография
Окончил исторический факультет Московского государственного университета по кафедре истории России XIX — начала XX веков (1990), аспирантуру. Кандидат исторических наук (1994, диссертация посвящена генералу Н. Н. Обручеву, научный руководитель Н. С. Киняпина).
С 1992 года — ассистент, с 1997 — доцент кафедры истории России XIX — начала XX веков исторического факультета МГУ.
Автор работ по внешней и военной политике России. Биограф генерала Обручева — начальника Главного штаба Русской армии при императоре Александре III. Также занимается историей оппозиционного движения в последние годы правления императора Николая II. Изучает деятельность генерала М. В. Алексеева, одного из руководителей русской армии в период Первой мировой войны. Имеет научные публикации на русском, английском, китайском, сербском, польском, испанском, турецком и японском языках.
С 2005 года — советник Управления по межрегиональным и культурным связям с зарубежными странами администрации Президента России. В 2006 награждён памятной медалью Ереванского лингвистического университета им. Брюсова, посвящённой 70-летию университета (при его содействии Армению в 2005—2006 годах посетили известные преподаватели ряда московских вузов, которые прочитали лекции армянским студентам).
С января 2013 по декабрь 2014 года — заместитель по науке декана факультета государственного управления МГУ.

## Монографии
- Забытая карьера «Русского Мольтке». Николай Николаевич Обручев (1830—1904). — СПб., 1998.
- На Восточном направлении. Судьба Босфорской экспедиции в правление императора Николая II // Последняя война императорской России. — М.: Три квадрата, 2002.
- Генералы, либералы и предприниматели: Работа на фронт и на революцию (1907—1917). — М., 2003.
- На сопках Маньчжурии…: Политика, стратегия и тактика России // Русско-японская война 1904—1905. Взгляд через столетие. — М.: Три квадрата, 2004.
- Генерали, либерали и предузетници: рад за фронт и за револуциjу 1907—1917. — Београд, 2005.
- Внешняя политика Российской империи 1801—1914 гг. М., 2006.
- Царство Польское в политике Империи в 1863—1864 гг. // Русский сборник: исследования по истории России. М., 2013. Т. 15.
- Дорога на Гюлистан… Из истории российской политики на Кавказе во второй половине XVIII — первой четверти XIX века. М., 2014. (в соавторстве с М. А. Волхонским и В. М. Мухановым).
- Участие Российской империи в Первой мировой войне (1914—1917). Том 1. 1914 год. Начало. М.: Издательство КДУ, 2014.
- Участие Российской империи в Первой мировой войне (1914—1917). Том 1. 1914 год. Начало. М.: — Кучково поле, 2014.[4]
- Участие Российской империи в Первой мировой войне (1914—1917). Том 2. 1915 год. Апогей. М.: Издательство КДУ, 2014.
- Участие Российской империи в Первой мировой войне (1914—1917). Том 2. 1915 год. Апогей. М.: — Кучково поле, 2014.
- Участие Российской империи в Первой мировой войне (1914—1917). Том 3. 1916 год. Сверхнапряжение. М.: — Кучково поле, 2015.
- Участие Российской империи в Первой мировой войне (1914—1917). Том 4. 1917 год. Распад. М.: — Кучково поле, 2015.
- На пути к краху. Русско-японская война 1904—1905 гг. Военно-политическая история. М.: — Алгоритм, 2015.
- Дорога на Гюлистан… Из истории российской политики на Кавказе в XVIII — первой четверти XIX в. — М.: Кучково поле, 2016. (в соавторстве с М. А. Волхонским и В. М. Мухановым). Издание второе, расширенное и исправленное.
- Русиja 1917. Пропаст царства. Београд: Издавачко предузеће Клио. 2017.
- Крымская война. Популярный очерк. М.: РЕГНУМ, 2017.
- История внешней политики Российской империи. 1801—1914: в 4 томах. — Т. 1. Внешняя политика императора Александра I. 1801—1825. М.: Кучково поле, 2017.
- История внешней политики Российской империи. 1801—1914: в 4 томах. — Т. 2. Внешняя политика императора Николая I. 1825—1855. М.: Кучково поле, 2017.
- Генерал-адъютант Николай Николаевич Обручев (1830—1904). Портрет на фоне эпохи. М.: Алгоритм, 2017 (работа опубликована в 2018).
- История внешней политики Российской империи. 1801—1914: в 4 томах. — Т. 3. Внешняя политика императора Александра II и Александра III. 1855—1894. М.: Кучково поле, 2018.
- История внешней политики Российской империи. 1801—1914: в 4 томах. — Т. 4. Внешняя политика императора Николая II. 1894—1914. М.: Кучково поле, 2018.
- Внешняя политика Советской России и СССР в 1920—1939. — М.: Алгоритм. 2020.
- 奥列格·鲁·阿拉别托夫，《溃败之路：1904-1905年俄日战争》，北京：社会科学文献出版社，2021年，640页。 Аолегэ·Ру·Алабетуофу，《Куй бай чжилу：1904-1905 нянь э жи чжань чжэн》，Бэй Цзин：Шэ Хуэй Кэ Сюэ Чу Бань Шэ，2021.
- Спольна политика Руске империjе. 1801-1914. Превод на српски језик Славица и Игор Ђукић. Андрићев институт. Андрићград – Вишеград. Београд. 2023. ТТ. 1-2.
- Генералы, либералы и предприниматели: работа на фронт и революцию (1908-1917). Из истории экономики и политики дореволюционной России. М.: Наше завтра. 2024. 2-е изд., расшир. и доп.
- История внешней политики Советского государства. 1918-1941. М., Кучково поле. 2024. Т. 1.
- История внешней политики Советского государства. 1918-1941. М., Кучково поле. 2024. Т. 2.